# Пакаасновос
Пакаасновос (Jaru, Oro Wari, Pacaas-Novos, Pacahanovo, Pakaanova, Pakaanovas, Pakaásnovos, Uomo, Wari, Wari’) — единственный оставшийся живой язык чапакурской языковой семьи, на котором говорит народ вари (уари) в 7 деревнях штата Рондония между бразильско-боливийской границей в Бразилии.
В языке вари имеется одна фонетическая странность: это «перекошенная» инвентаризация гласных и губно-губной дрожащий согласный [t͡ʙ̥], который есть только в четырёх других языках, и только фонематический в вари и двух соседних языках.

## Фонология

### Согласные
|                    | Губ.-губ. | Зуб. | Пост- альвеоляр. | Веляр. | Веляр. | Глот. |
| обыч.              | Губ.-губ. | Зуб. | Пост- альвеоляр. | огуб.  |        | Глот. |
| ------------------ | --------- | ---- | ---------------- | ------ | ------ | ----- |
| Нос.               | m         | n    |                  |        |        |       |
| Взрыв.             | p         | t    |                  | k      | kʷ     | ʔ     |
| Трельная аффриката |           | t͡ʙ̥   |                  |        |        |       |
| Фрикатив.          |           |      | ʃ                |        | xʷ     |       |
| Одноудар.          |           | ɾ    |                  |        |        |       |
| Аппрокс.           |           |      | j                |        | w      | h     |

/t͡ʙ̥/ — губно-губной дрожащий согласный, предшествующий зубной смычке, образующей единое целое. Только в около 24 словах, некоторые из которых являются ономатопеическими.
В вари существуют слова, оканчивающиеся на согласные кластеры mʔ и nʔ. Они были проанализированы как отдельные звуки, но, видимо, для того, чтобы не усложнять слоговую структуру языка вари.

### Гласные
|                       | Передний ряд | Передний ряд | Задний ряд | Задний ряд |
| неокругл.             | округл.      | округл.      | округл.    |            |
| --------------------- | ------------ | ------------ | ---------- | ---------- |
| Верхний подъём        | i            | y            |            |            |
| Средне-верхний подъём | e            | ø            | o          |            |
| Нижний подъём         | a            |              |            |            |